# Manassès de Garlande
Manassès de Garlande ou Manassé de Garlande est un ecclésiastique français, évêque d'Orléans.

## Biographie
Manassès de Garlande exerce la fonction d'évêque d'Orléans de 1146 à 1185 et est sacré en présence de son oncle, Étienne de Garlande, alors doyen de la collégiale Saint-Aignan d'Orléans.
Il est le fils de Guillaume II de Garlande (mort en 1120) et d'Eustachie de Baudement.
Manassès de Garlande est un proche du roi de France Louis VII et de Suger de Saint-Denis.